# Lachi (Pakistan)
Lachi est une ville pakistanaise située dans la province de Khyber Pakhtunkhwa. Elle est la deuxième plus grande ville du district de Kohat, et située à moins de trente kilomètres au sud de la ville de Kohat.
La population de la ville a été multipliée par plus de deux entre 1981 et 2017, passant de 10 215 habitants à 23 815. Entre 1998 et 2017, la croissance annuelle moyenne s'affiche à 2,2 %, un peu inférieure à la moyenne nationale de 2,4 %.
|            | 1981 (rec.) | 1998 (rec.) | 2017 (rec.) |
| ---------- | ----------- | ----------- | ----------- |
| Population | 10 215      | 15 684      | 23 815      |